# Jevargi
Jevargi (o Jewargi, Jalvergi) è una suddivisione dell'India, classificata come town panchayat, di 19.174 abitanti, situata nel distretto di Gulbarga, nello stato federato del Karnataka. In base al numero di abitanti la città rientra nella classe IV (da 10.000 a 19.999 persone).

## Geografia fisica
La città è situata a 17° 1' 0 N e 76° 46' 0 E e ha un'altitudine di 392 m s.l.m..

## Società

### Evoluzione demografica
Al censimento del 2001 la popolazione di Jevargi assommava a 19.174 persone, delle quali 9.835 maschi e 9.339 femmine. I bambini di età inferiore o uguale ai sei anni assommavano a 3.331, dei quali 1.697 maschi e 1.634 femmine. Infine, coloro che erano in grado di saper almeno leggere e scrivere erano 10.249, dei quali 6.199 maschi e 4.050 femmine.